# Tetjana Schelechowa-Rastopschyna
Tetjana Hryhorijiwna Schelechowa-Rastopschyna (ukrainisch Тетяна Григоріївна Шелехова-Растопшина, wiss. Transliteration Tetjana Hryhoriïvna Šelechova-Rastopšyna; * 4. April 1946) ist eine ehemalige sowjetische Eisschnellläuferin.

## Werdegang
Schelechowa-Rastopschyna, die für den Avangard Kiew startete, trat international erstmals bei der Mehrkampfweltmeisterschaft 1965 in Oulu in Erscheinung, wobei sie den neunten Platz im Kleinen Vierkampf errang. In den folgenden Jahren belegte sie bei der Mehrkampfweltmeisterschaft 1966 in Trondheim den achten Platz und bei der  Mehrkampfeuropameisterschaft 1970 in Heerenveen den zehnten Rang im Kleinen Vierkampf. In der Saison 1972/73 wurde sie sowjetische Meisterin über 1000 m und 1500 m sowie Fünfte im Kleinen Vierkampf bei der Mehrkampfeuropameisterschaft 1973 in Brandbu. Zudem holte sie bei der Mehrkampfweltmeisterschaft 1973 in Strömsund die Silbermedaille im Kleinen Vierkampf. In der folgenden Saison siegte sie erneut bei den sowjetischen Meisterschaften über 1000 m und lief bei der Mehrkampfweltmeisterschaft 1974 in Heerenveen auf den achten Platz im Kleinen Vierkampf. Außerdem gewann sie bei der Mehrkampfeuropameisterschaft 1974 in Almaty die Bronzemedaille im Kleinen Vierkampf. Im folgenden Jahr lief sie bei der Mehrkampfweltmeisterschaft 1975 in Assen auf den neunten Platz im Kleinen Vierkampf. Letztmals international startete sie bei den Olympischen Winterspielen 1976 in Innsbruck, wobei sie den 15. Platz über 1000 m und den 14. Platz über 3000 m errang.

## Erfolge

### Olympische Spiele
- 1976 Innsbruck: 14. Platz 3000 m, 15. Platz 1000 m

### Mehrkampf-Weltmeisterschaften
- 1965 Oulu: 9. Platz Kleiner Vierkampf
- 1966 Trondheim: 8. Platz Kleiner Vierkampf
- 1973 Strömsund: 2. Platz Kleiner Vierkampf
- 1974 Heerenveen: 8. Platz Kleiner Vierkampf
- 1975 Assen: 9. Platz Kleiner Vierkampf

### Mehrkampf-Europameisterschaften
- 1970 Heerenveen: 10. Platz Kleiner Vierkampf
- 1973 Brandbu: 5. Platz Kleiner Vierkampf
- 1974 Almaty: 3. Platz Kleiner Vierkampf

## Persönliche Bestzeiten
| Disziplin | Zeit        | Datum             | Ort      |
| --------- | ----------- | ----------------- | -------- |
| 500 m     | 43,50 s     | 28. November 1975 | Almaty   |
| 1000 m    | 1:26,80 min | 14. Dezember 1974 | Almaty   |
| 1500 m    | 2:14,30 min | 19. März 1973     | Almaty   |
| 3000 m    | 4:47,00 min | 19. März 1973     | Almaty   |
| 5000 m    | 8:48,30 min | 17. Dezember 1975 | Budapest |